# Saulepi
Saulepi es un pueblo en Lääneranna, Condado de Pärnu, en el suroeste de Estonia, en la costa del Golfo de Riga. Tiene sólo 7 de habitantes (1 de enero de 2011).
Saulepi Manor (Saulep) fue fundada en 1797 para separarla de la cercana Vana-Varbla Manor (Alt-Werpel). Sencillos edificios de madera fueron construidos a mediados del siglo XIX. Hoy en día es una propiedad privada.
Los islotes Kõrksaar y Rootsiku también pertenecen al pueblo de Saulepi.